# Karl Ferdinand Braun

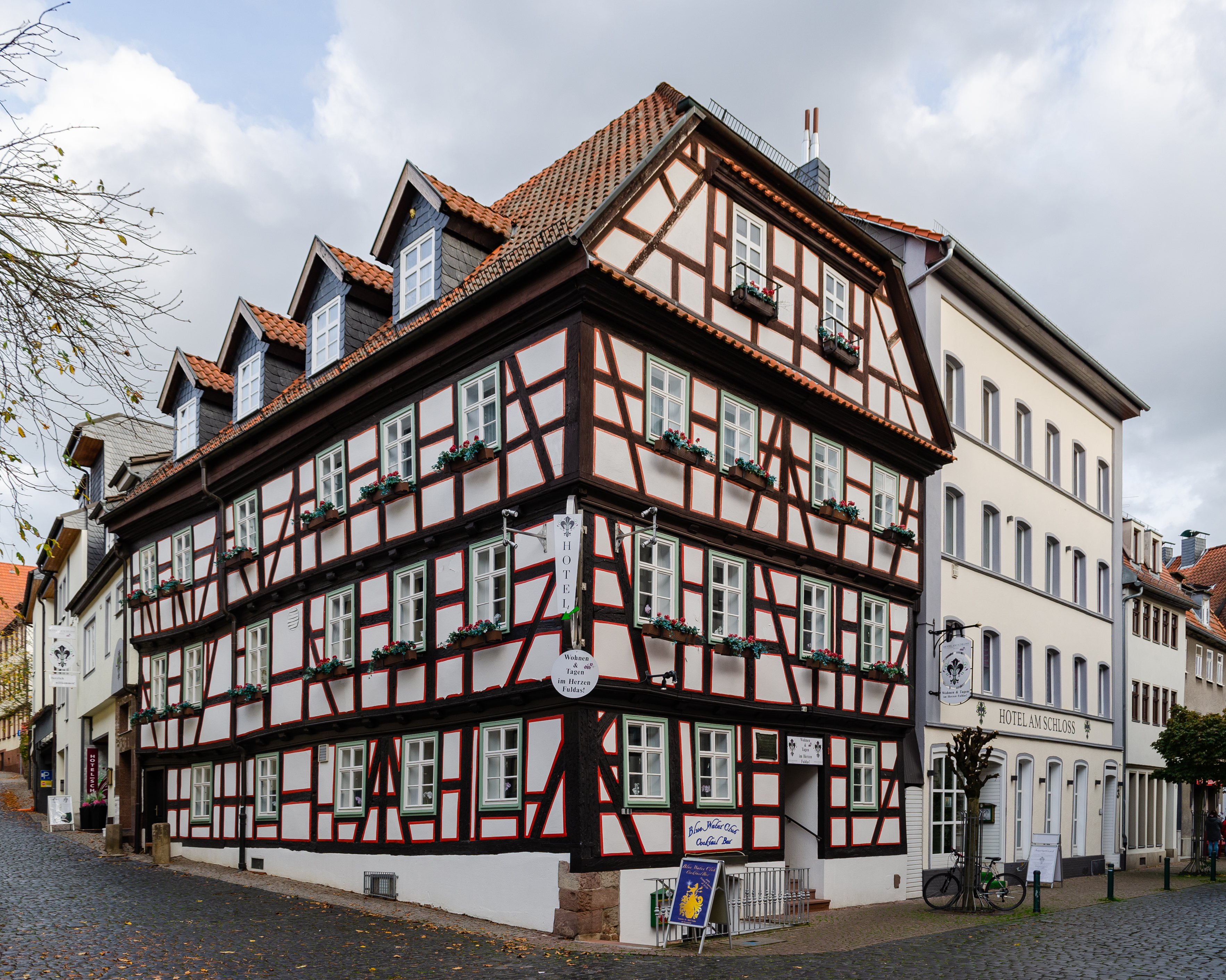
Nơi sinh của Karl Ferdinand Braun tại Fulda

Karl Ferdinand Braun (6 tháng 6 năm 1850 ở Fulda, Đức – 20 tháng 4 năm 1918 ở New York City, Hoa Kỳ) là một nhà phát minh, nhà vật lý người Đức. Ông được nhận Giải Nobel Vật lý năm 1909 cho các nghiên cứu tiên phong về radio.

## Tiểu sử
Braun được giáo dục tại Học viện Marburg và nhận bằng tiến sĩ từ trường Đại học Berlin năm 1872. Năm 1874 ông phát minh ra chất bán dẫn tiếp xúc chỉnh dòng điện xoay chiều. Ông trở thành giám đốc của Viện Vật lý và là giáo sư vật lý của Đại học Strasbourg năm 1895.
Năm 1897 ông đã xây dựng máy hiện dao động chân không đầu tiên (Cathode ray tube oscilloscope). Ngày nay, kỹ thuật hiện dao động này được sử dụng hầu hết các mìn hình ti vi và mà hình máy tính.
Trong lịch sử phát triển radio, ông cũng có ảnh hưởng lớn. Vào những năm 1898, ông phát minh ra tinh thể điốt chỉnh lưu. Năm 1909 Braun đồng nhận giải Nobel Vật lý với Marconi vì những đóng góp tiên phong cho sự phát triển phương thức liên lạc vô tuyến hay radio."
Braun đến Hoa Kỳ khi bắt đầu Chiến tranh thế giới thứ nhất để giúp bảo vệ những trạm radio của Đức ở Sayville, đối phó lại sự tấn công của Anh (thời gian này Hoa Kỳ vẫn chưa tham chiến). Braun chết ở nhà của ông tại Brooklyn (New York) năm 1918, trước khi chiến tranh kết thúc.